# 2-sec-Butylphenol
2-sec-Butylphenol ist eine aromatische Verbindung aus der Gruppe der Alkylphenole.

## Isomere
2-sec-Butylphenol hat ein Stereozentrum und ist folglich eine chirale Verbindung, von der es zwei Isomere gibt, (R)-2-sec-Butylphenol und (S)-2-sec-Butylphenol.
Wenn in diesem Text oder in der wissenschaftlichen Literatur nicht ausdrücklich anders angegeben, ist mit „2-sec-Butylphenol“ das Racemat, also das 1:1-Gemisch von (R)-2-sec-Butylphenol und (S)-2-sec-Butylphenol, gemeint.
| Isomere von 2-sec-Butylphenol |                       |                       |
| Name                          | (S)-2-sec-Butylphenol | (R)-2-sec-Butylphenol |
| Andere Namen                  | (+)-2-sec-Butylphenol | (−)-2-sec-Butylphenol |
| Strukturformel                |                       |                       |
| CAS-Nummer                    | 159650-89-2           | 36383-18-3            |
| CAS-Nummer                    | 89-72-5 (Racemat)     |                       |
| EG-Nummer                     | –                     | –                     |
| EG-Nummer                     | 201-933-8 (Racemat)   |                       |
| ECHA-Infocard                 | –                     | –                     |
| ECHA-Infocard                 | 100.001.758 (Racemat) |                       |
| PubChem                       | 5325936               | 7000004               |
| PubChem                       | 6984 (Racemat)        |                       |
| Wikidata                      | Q28600794             | Q27115978             |
| Wikidata                      | Q20156241 (Racemat)   |                       |

## Gewinnung und Darstellung
2-sec-Butylphenol wird technisch durch eine Friedel-Crafts-Alkylierung von Phenol mit 1-Buten (oder auch 2-Buten) bei Temperaturen von 250–300 °C und Drücken von 35–80 bar an sauren gamma-Aluminiumoxid-Kontakten als Katalysator hergestellt.
In einem diskontinuierlichen Prozess wird der Katalysator fein suspendiert. Man arbeitet in der Flüssigphase in Rührkesselreaktoren und setzt Phenol in etwa vierfachem Überschuss ein. Die Selektivität für 2-sec-Butylphenol erreicht dabei 95 %. Als Nebenprodukte werden noch geringe Mengen an 4-sec-Butylphenol sowie sec-Butylphenylether gebildet.

## Eigenschaften
2-sec-Butylphenol ist eine brennbare, schwer entzündbare, farblose bis gelbliche Flüssigkeit mit phenolartigem Geruch, die schwer löslich in Wasser ist.

## Verwendung
2-sec-Butylphenol wird als Zwischenprodukt zur Herstellung von Insektiziden, Akariziden, Herbiziden und anderen chemischen Verbindungen verwendet.

## Sicherheitshinweise
Die Dämpfe von 2-sec-Butylphenol können mit Luft ein explosionsfähiges Gemisch (Flammpunkt 112 °C, Zündtemperatur 270 °C) bilden.